# هنري لويس هدسون
هنري لويس هدسون هو لاعب هوكي الجليد كندي، ولد في 16 مايو 1898، وتوفي في 24 يونيو 1975 في أونتاريو في كندا.

## وصلات خارجية
- هنري لويس هدسون على موقع EliteProspects.com (الإنجليزية)
- هنري لويس هدسون على موقع Eurohockey.com (الإنجليزية)
- هنري لويس هدسون على موقع اللجنة الأولمبية الدولية (الإنجليزية)
- هنري لويس هدسون على موقع أوليمبيديا (الإنجليزية)